# NGC 6505
NGC 6505 је елиптична галаксија у сазвежђу Змај која се налази на NGC листи објеката дубоког неба.
Деклинација објекта је + 65° 31' 53" а ректасцензија 17h 51m 7,3s. Привидна величина (магнитуда) објекта NGC 6505 износи 14,6 а фотографска магнитуда 15,6. NGC 6505 је још познат и под ознакама UGC 11026, MCG 11-22-7, CGCG 322-18, NPM1G +65.0159, PGC 60995.